# Airaphilus doramas
Airaphilus doramas là một loài bọ cánh cứng trong họ Silvanidae. Loài này được Wurst & Lange miêu tả khoa học năm 1996.